# Moor am Oberbühlhof
Das Moor am Oberbühlhof ist ein Naturschutzgebiet im Gebiet der Gemeinde Öhningen im Landkreis Konstanz in Baden-Württemberg.
Es umfasst knapp zwei Hektar eines verlandeten Sees auf dem Schiener Berg und wurde 1971 als Naturschutzgebiet ausgewiesen. Die Besonderheit des Gebietes ergibt sich aus seinem Bestand an Großseggenrieden sowie der Flachmoor- und Zwischenmoorvegetation in der Entwicklung zum Birkenbruch.